# おはよう山口
『おはよう山口』（おはようやまぐち）は、平日の7:45 - 8:00にNHK山口放送局のNHK総合テレビで放送されていた『NHKニュースおはよう日本』の地域情報番組。同番組に内包される形で放送される（ローカルパートの一部）。

## 概要
山口県向けに放送されていたが、2024年度から、放送枠全体が『NHKニュースおはようちゅうごく』（山陽ブロック対象・山陰ブロックで放送されている『おはよう山陰』を除く）で構成されるため、事実上2024年3月29日をもって終了した。

## 番組内容
- 山口県のニュース・気象情報
- 中国地方のニュース・気象情報（7:51から終了までは広島放送局から『NHKニュースおはようちゅうごく』のタイトルで放送。『おはようひろしま』のキャスターが進行）

ただし、2019年度からのお盆期間（8月中旬）と、2020年度からの春の大型連休の谷間（4月末・5月上旬）及び年末（12月28日まで）の平日朝枠全体を『NHKニュース おはようちゅうごく』のタイトルで広島から放送。

## キャスター
- 山口放送局のアナウンサーが交替で担当。